# Viersteine von Krimpe
Die Viersteine von Krimpe sind eine aus der Jungsteinzeit stammende Menhirgruppe in Krimpe, einem Ortsteil der Gemeinde Salzatal im Saalekreis in Sachsen-Anhalt.

## Lage und Beschreibung

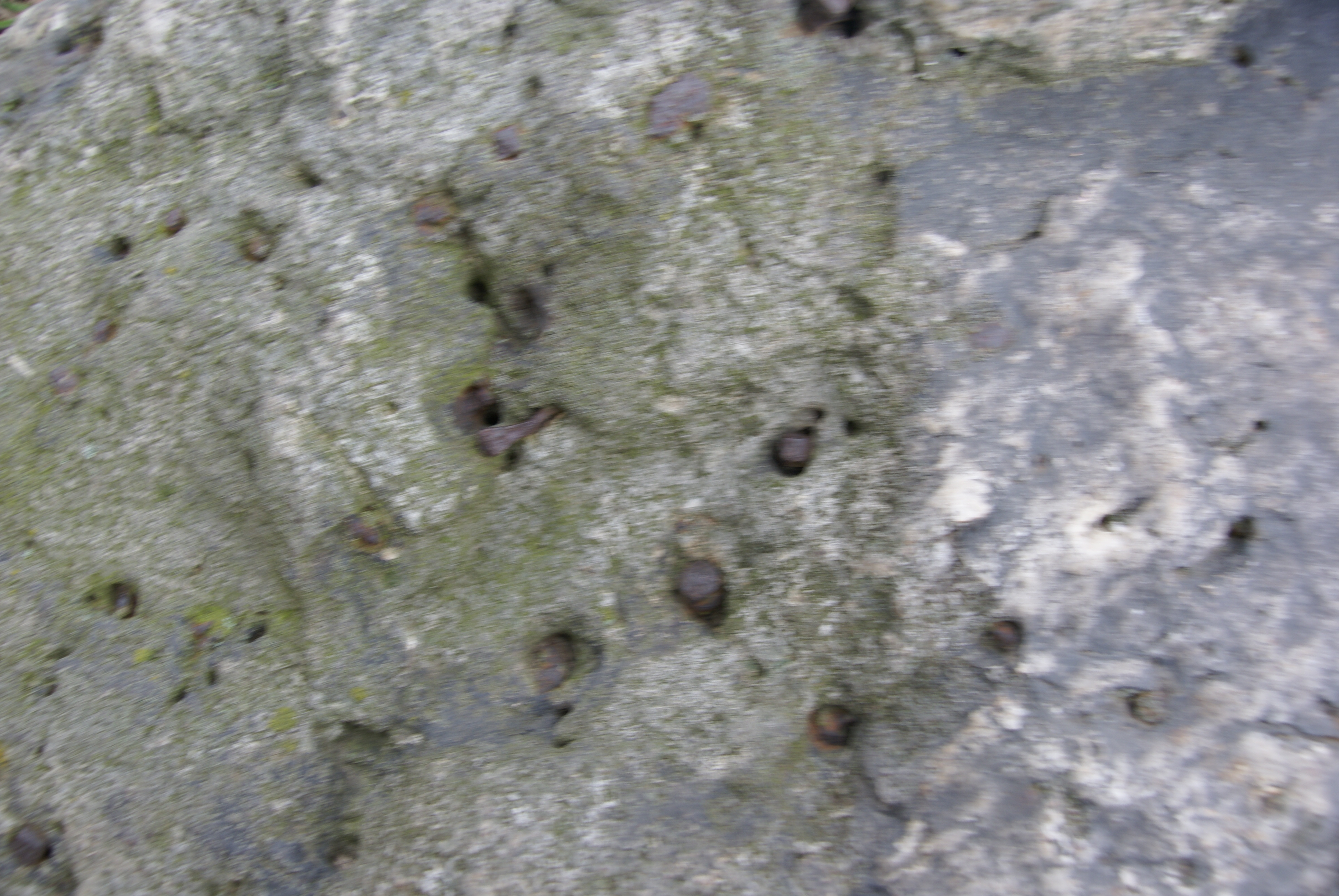
Eingeschlagene Nägel in einem der Steine

Die Viersteine liegen am südlichen Ortsrand von Krimpe an einer alten Wegkreuzung. In Nord-Süd-Richtung verläuft die Straße von Schochwitz nach Höhnstedt, nach Westen führt die Straße nach Räther und nach Osten ein Feldweg. Die vier Steine liegen im südöstlichen Quadranten der Kreuzung und bilden ein unregelmäßiges Viereck. In ihrer Mitte steht eine Linde. Etwa 1 km östlich befindet sich der Menhir von Räther („Der Bauer“) und 2,4 km südlich der Menhir von Höhnstedt („Hexenstein“).
Es ist nicht ganz sicher, wie viele Steine ursprünglich an dieser Stelle standen. S. Fulda berichtete 1828 in einem kurzen Abriss bereits von lediglich vier Steinen. Der Pfarrer Förster aus Höhnstedt zählte 1840 hingegen sechs Steine. In den 1950er Jahren berichtete ein alter Bauer wiederum, dass es in seiner Jugend fünf Steine gab.
Die vier heute noch stehenden Steine bestehen alle aus Quarzit und weisen folgende Maße auf:
| Stein            | Höhe  | Breite | Dicke | Entfernung zum Baum |
| ---------------- | ----- | ------ | ----- | ------------------- |
| westlicher Stein | 90 cm | 67 cm  | 26 cm | 130 cm              |
| südlicher Stein  | 85 cm | 61 cm  | 62 cm | 50 cm               |
| östlicher Stein  | 30 cm | 30 cm  | 20 cm | 140 cm              |
| nördlicher Stein | 56 cm | 70 cm  | 30 cm | 120 cm              |

Da der Boden um die Steine durch Humusbildung und Anhäufung von Straßenschmutz angewachsen ist, weichen die Höhenangaben deutlich von jenen ab, die Waldtraut Schrickel in den 1950er Jahren gemessen hatte. Damals betrugen die Höhen noch 150 cm, 125 cm, 77 cm und 60 cm.
Die vier Steine sind plattenförmig und abgerundet. Zwei von ihnen sind genagelt. Der südliche Stein weist über 100 Nägel auf; Alfred Kirchhoff zählte Ende des 19. Jahrhunderts bis zu 125 Nägel.

## Die Viersteine in regionalen Sagen
Um die Viersteine ranken sich mehrere Sagen. So wird über ihre Herkunft behauptet, dass einst ein Kutscher mit einem von vier Pferden gezogenen Wagen bei Tauwetter stecken blieb. Trotz aller Anstrengungen gelang es den Pferden nicht, den Wagen fortzubewegen. Da fing der Kutscher an zu fluchen und wünschte, der Teufel möge sie alle in Stein verwandeln. Kaum hatte er dies ausgesprochen, da brach ein Gewitter los und Pferde, Wagen und Kutscher wurden zu Stein. Bei Nacht soll man bei den Steinen noch ein Brausen, Schreien und das Schnauben der Pferde hören können. Der versteinerte Kutscher wird gelegentlich mit dem benachbarten Menhir von Räther identifiziert.
S. Fulda berichtet im Zusammenhang mit dem Brauch, Nägel in die Steine zu schlagen, dass die Steine bei Gewitter weich würden. Eine weitere Sage sieht in den Steinen das Grab des guten Lubbe, einer slawischen Gottheit. Eine vierte Sage berichtet schließlich von einem Hund mit glühenden Augen, der nachts vorbeikommende Wanderer verfolgt.